# Trường đua Misano
Trường đua Misano, tên đầy đủ là Trường đua Misano World Marco Simoncelli (tiếng Italia Misano World Circuit Marco Simoncelli), là một trường đua xe chuyên dụng nằm ở thị trấn Misano Adriatico, vùng Emilia Romagna, Italia. Trường đua hiện đang đăng cai chặng đua MotoGP San Marino của giải đua MotoGP.

## Lịch sử
Trường đua được khánh thành vào tháng 8 năm 1972 với tên gọi Circuito Internazionale Santa Monica. Chiều dài ban đầu của trường đua chỉ hơn 3,4 km. Sau nhiều lần cải tạo thì từ năm 2008 trường đua có chiều dài 4,2 km như hiện nay.
Trong giai đoạn 1980 đến 1993, Misano cùng với các trường đua Imola và trường đua Mugello luân phiên tổ chức các chặng đua MotoGP Italia và MotoGP San Marino.
Năm 2006, với mục tiêu đăng cai MotoGP trở lại, trường đua được nâng cấp lớn, đồng thời cũng đổi tên thành Misano World Circuit. Từ năm 2007 đến nay, hàng năm thì trường đua đều đăng cai chặng đua MotoGP San Marino.
Năm 2010, tay đua người Nhật Bản Shoya Tomizawa tử nạn ở cuộc đua thể thức Moto2.
Cuối năm 2011, trường đua được đổi tên thành Misano World Marco Simoncelli để tôn vinh Marco Simoncelli, tay đua người Italia đã tử nạn ở chặng đua MotoGP Malaysia 2011.
Riêng hai năm 2020 và 2021, do ảnh hưởng của đại dịch COVID-19 nên trường đua được ban tổ chức cho phép đăng cai chặng đua thứ hai.

## Các kỷ lục vòng chạy
Dưới đây là các kỷ lục vòng chạy nhanh nhất của các giải đua xe được tổ chức ở trường đua Misano:
| Giải đua                                   | Thời gian                                 | Tay đua                                   | Xe                                        | Sự kiện                                                      | Kiểu đường                                |
| Kiểu đường Grand Prix 4.226 km (2008-nay)  | Kiểu đường Grand Prix 4.226 km (2008-nay) | Kiểu đường Grand Prix 4.226 km (2008-nay) | Kiểu đường Grand Prix 4.226 km (2008-nay) | Kiểu đường Grand Prix 4.226 km (2008-nay)                    | Kiểu đường Grand Prix 4.226 km (2008-nay) |
| ------------------------------------------ | ----------------------------------------- | ----------------------------------------- | ----------------------------------------- | ------------------------------------------------------------ | ----------------------------------------- |
| Euroseries 3000                            | 1:25.380                                  | Clivio Piccione                           | Lola B02/50                               | 2008 Misano Euroseries 3000 round                            |                                           |
| DTM                                        | 1:27.291                                  | Robin Frijns                              | Audi RS5 Turbo DTM 2019                   | 2019 Misano DTM round                                        |                                           |
| Formula 3                                  | 1:28.279                                  | Enaam Ahmed                               | Dallara F315                              | 2018 Misano F3 European Championship round                   |                                           |
| FREC                                       | 1:30.373                                  | Arthur Leclerc                            | Tatuus F.3 T-318                          | 2020 Misano FREC round                                       |                                           |
| MotoGP                                     | 1:32.319                                  | Francesco Bagnaia                         | Ducati Desmosedici GP20                   | 2020 Emilia Romagna and Rimini Riviera motorcycle Grand Prix |                                           |
| GT3                                        | 1:32.667                                  | Dries Vanthoor                            | Audi R8 LMS Evo                           | 2020 Misano GT World Challenge Europe Sprint Cup round       |                                           |
| World SBK                                  | 1:34.356                                  | Michael Ruben Rinaldi                     | Ducati Panigale V4 R                      | 2021 Misano World SBK round                                  |                                           |
| Formula 4                                  | 1:34.368                                  | Sebastián Montoya                         | Tatuus F4-T014                            | 2021 Misano Italian F4 round                                 |                                           |
| W Series                                   | 1:34.613                                  | Beitske Visser                            | Tatuus F.3 T-318                          | 2019 W Series Misano round                                   |                                           |
| Moto2                                      | 1:36.195                                  | Sam Lowes                                 | Kalex Moto2                               | 2020 Emilia Romagna and Rimini Riviera motorcycle Grand Prix |                                           |
| World SSP                                  | 1:38.193                                  | Sandro Cortese                            | Yamaha YZF-R6                             | 2018 Misano World SSP round                                  |                                           |
| GT4                                        | 1:41.920                                  | Valentin Hasse-Clot                       | Aston Martin Vantage AMR GT4              | 2020 Misano GT4 European Series round                        |                                           |
| Moto3                                      | 1:41.988                                  | Gabriel Rodrigo                           | Honda NSF250RW                            | 2020 Emilia Romagna and Rimini Riviera motorcycle Grand Prix |                                           |
| TCR Touring Car                            | 1:42.249                                  | Jack Young                                | Honda Civic Type R TCR (FK8)              | 2021 Misano TCR Italy round                                  |                                           |
| MotoE                                      | 1:43.052                                  | Alex de Angelis                           | Energica Ego                              | 2020 Emilia Romagna and Rimini Riviera motorcycle Grand Prix |                                           |
| Supersport 300                             | 1:49.690                                  | Ana Carrasco                              | Kawasaki Ninja 400                        | 2021 Misano Supersport 300 round                             |                                           |
| Kiểu đường Grand Prix 4.180 km (2007)      |                                           |                                           |                                           |                                                              |                                           |
| MotoGP                                     | 1:34.649                                  | Casey Stoner                              | Ducati Desmosedici GP7                    | 2007 San Marino and Rimini Riviera motorcycle Grand Prix     |                                           |
| World SBK                                  | 1:36.022                                  | Troy Bayliss                              | Ducati 999 F07                            | 2007 Misano World SBK round                                  |                                           |
| 250cc                                      | 1:38.074                                  | Hiroshi Aoyama                            | KTM 250 FPR                               | 2007 San Marino and Rimini Riviera motorcycle Grand Prix     |                                           |
| World SSP                                  | 1:39.109                                  | Anthony West                              | Yamaha YZF-R6                             | 2007 Misano World SSP round                                  |                                           |
| 125cc                                      | 1:42.811                                  | Mattia Pasini                             | Aprilia RSA 125                           | 2007 San Marino and Rimini Riviera motorcycle Grand Prix     |                                           |
| Kiểu đường Grand Prix 4.060 km (1993-2006) |                                           |                                           |                                           |                                                              |                                           |
| Formula Renault 3.5                        | 1:19.697                                  | Pastor Maldonado                          | Dallara T05                               | 2006 Misano Formula Renault 3.5 Series round                 |                                           |
| Euroseries 3000                            | 1:22.185                                  | Giacomo Ricci                             | Lola B02/50                               | 2006 Misano Euroseries 3000 round                            |                                           |
| Sports prototype                           | 1:25.709                                  | Didier de Radiguès                        | Riley & Scott Mk III                      | 1998 Misano International Sports Racing Series round         |                                           |
| Formula Renault 2.0                        | 1:30.042                                  | Adrian Zaugg                              | Tatuus FR2000                             | 2006 Misano Eurocup Formula Renault 2.0 round                |                                           |
| 500cc                                      | 1:34.289                                  | Mick Doohan                               | Honda NSR500                              | 1993 Italian motorcycle Grand Prix                           |                                           |
| World SBK                                  | 1:34.913                                  | Troy Bayliss                              | Ducati 998 F02                            | 2002 Misano World SBK round                                  |                                           |
| 250cc                                      | 1:35.782                                  | Tetsuya Harada                            | Yamaha TZ250M                             | 1993 Italian motorcycle Grand Prix                           |                                           |
| ETCC                                       | 1:36.525                                  | Emanuele Naspetti                         | BMW 320i                                  | 2000 Misano ETCC round                                       |                                           |
| World SSP                                  | 1:37.628                                  | Broc Parkes                               | Yamaha YZF-R6                             | 2006 Misano World SSP round                                  |                                           |
| 125cc                                      | 1:41.088                                  | Dirk Raudies                              | Honda RS125R                              | 1993 Italian motorcycle Grand Prix                           |                                           |
| Kiểu đường Grand Prix 3.488 km (1972-1992) |                                           |                                           |                                           |                                                              |                                           |
| F2 (1967-1984)                             | 1:08.50                                   | Roberto Moreno                            | Ralt RH6/84                               | 1984 Gran Premio dell'Adriatico                              |                                           |
| 500cc                                      | 1:15.892                                  | Wayne Rainey                              | Yamaha YZR500                             | 1991 Italian motorcycle Grand Prix                           |                                           |
| 250cc                                      | 1:17.965                                  | Luca Cadalora                             | Honda NSR250                              | 1991 Italian motorcycle Grand Prix                           |                                           |
| Group 5                                    | 1:18.300                                  | Toine Hezemans                            | Porsche 935/77A                           | 1978 Misano 6 Hours                                          |                                           |
| 125cc                                      | 1:23.436                                  | Fausto Gresini                            | Honda RS125R                              | 1991 Italian motorcycle Grand Prix                           |                                           |